# North Canton (Ohio)
North Canton es una ciudad ubicada en el condado de Stark en el estado estadounidense de Ohio. En el Censo de 2010 tenía una población de 17488 habitantes y una densidad poblacional de 1.055,02 personas por km².

## Geografía
North Canton se encuentra ubicada en las coordenadas 40°52′27″N 81°23′50″O / 40.87417, -81.39722. Según la Oficina del Censo de los Estados Unidos, North Canton tiene una superficie total de 16.58 km², de la cual 16.58 km² corresponden a tierra firme y (0%) 0 km² es agua.

## Demografía
Según el censo de 2010, había 17488 personas residiendo en North Canton. La densidad de población era de 1.055,02 hab./km². De los 17488 habitantes, North Canton estaba compuesto por el 94.84% blancos, el 2.04% eran afroamericanos, el 0.16% eran amerindios, el 1.14% eran asiáticos, el 0.02% eran isleños del Pacífico, el 0.34% eran de otras razas y el 1.46% pertenecían a dos o más razas. Del total de la población el 1.48% eran hispanos o latinos de cualquier raza.